# La Perla (Rafael)
La Sagrada Familia con San Juanito, conocida comúnmente como La Perla, es un cuadro de Rafael Sanzio pintado entre 1518 y 1520 que se conserva en el museo del Prado.

## Descripción
Se trata de una Sagrada Familia con el Niño Jesús en el regazo de la Virgen María, acompañados de San Juan Bautista niño y su madre, santa Ana. Tanto María como Ana tienen expresiones severas, como previendo el sufrimiento de Jesús y la degollación de san Juan Bautista, mientras que San Juanito y el Niño Jesús, ajenos a estos presagios, adoptan un gesto alegre. Al fondo, a la izquierda, aparece San José dedicado a su profesión de carpintero.
Las figuras están enmarcadas en un detallado y sugerente paisaje nocturno. El Niño Jesús ocupa el centro de una composición piramidal —típica del equilibrio renacentista— y mira hacia una luz brillante, sobrenatural, que ilumina su cara, la de su madre y la espalda de Juan Bautista (vestido con la piel de camello que le caracterizará en su vida adulta). La combinación de la extraña luz que ilumina y potencia las figuras, con la natural del ocaso que tiñe el fondo de la escena, es notable.
La relación entre las figuras es, como siempre en Rafael, de gran dinamismo y naturalidad. La Virgen, cuyo cuerpo adopta la forma serpentinata, pasa su brazo por encima del hombro de Santa Ana en un gesto de cercanía y protección que señala a su vez su superior jerarquía. Por contraste, José, padre putativo, permanece marginado y recluido en su taller, representado en una figura de pequeño tamaño. Santa Ana se acoda en la pierna izquierda de la Virgen y, con la otra mano, adopta un gesto reflexivo, apoyando el mentón en el puño, en una pose característica de Miguel Ángel.
Son notables asimismo el cromatismo, visible en los rojos, cárdenos, añiles, azules y rosáceos de los drapeados de la Virgen, matizados como veladuras; o los matices de los blancos y marfiles de la ropa de la cuna del primer término del cuadro.
Se debe destacar también el paisaje de puesta de sol entre ruinas romanas, uno de los más trabajados que ejecutara el urbinate. Los reflejos dorados entre las penumbras añiles del paisaje de la derecha, o la evocación del que se vislumbra a la izquierda, al fondo de las ruinas que forman el habitáculo de San José, realzan el misterio de la obra.

## Procedencia
El cuadro fue pintado, presumiblemente, por encargo de Ludovico Canossa, obispo de Bayeux. El joven pintor Paolo Veronese tuvo la oportunidad de verlo en la mansión de los condes de Canossa en Verona y lo copió; gracias en parte a ello, hoy se considera que el estilo de Rafael fue clave en su aprendizaje. 
Tras dos cambios de propietario, en 1604 el cuadro fue comprado por el duque de Mantua Vincenzo Gonzaga a cambio de un marquesado, pero en 1627 pasó a manos de Carlos I de Inglaterra incluido en un formidable conjunto de pinturas de los Gonzaga, que el monarca inglés adquirió para realzar la Royal Collection. 
La Perla llegó a España tras ser adquirida por Luis de Haro para Felipe IV en 1649, en la almoneda que se celebró tras la ejecución del rey inglés. Fue el Rey Planeta quien dio el sobrenombre de La Perla al cuadro, por considerarlo el mejor de sus colecciones. Desde 1656 decoraba el Monasterio de El Escorial, donde la conoció el viajero ilustrado Antonio Ponz. José Bonaparte, a su caída, se la llevó como botín a Francia junto con otras obras de Rafael, pero todas fueron devueltas a España en 1818.
La Galería Estense de Módena ha presentado en fecha reciente un pequeño cuadro con la efigie de la Virgen, considerado preparatorio para la obra del Prado. Este supuesto modelo o boceto, apodado La Perla de Módena, había permanecido mucho tiempo almacenado al creerse simple copia.

## Autoría
La autoría del cuadro ha estado sujeta a polémicas desde el siglo XIX, ya que se pensaba que no era totalmente autógrafo sino producto de una colaboración con algún ayudante, como Giulio Romano. Esta hipótesis se basaba en parte en el incipiente manierismo de la obra, un estilo que se entendía como ajeno al clasicismo más reconocible de Rafael y que se tachaba de «corrupción» o defecto propio de sus seguidores e imitadores. Los últimos estudios avalan la plena autoría de Rafael, según esgrimen Tom Henry y Paul Joannides, expertos británicos que organizaron la muestra El último Rafael (Prado y Louvre) en 2012.